# Lac au Sorcier
Le lac au Sorcier est un plan d'eau situé dans la municipalité de Saint-Alexis-des-Monts, dans la municipalité régionale de comté (MRC) de Maskinongé, dans la réserve faunique Mastigouche, dans la région de la Mauricie, au Québec, au Canada. Ce lac est situé à environ 80 km au nord-ouest de Trois-Rivières.

## Géographie
Le lac a une superficie de 8,7 km2.

## Toponymie
Le lac au Sorcier tient son nom d’une vieille légende amérindienne selon laquelle un sorcier hanterait son île, empêchant les gens de dormir en faisant entendre d’étranges bruits.[réf. nécessaire]

## Ressources naturelles
Le lac au Sorcier est reconnu pour sa qualité de pêche aux salmonidés et la beauté sauvage de son environnement qui a été préservé dans son état naturel.[réf. nécessaire]
Ce lac est uniquement disponible à la pêche à la journée, par tirages aux sort avant le 31 mars sur le site de la sépaq.com. Seulement 5 chaloupes peuvent circuler par jour avec un maximum de 3 pêcheurs par chaloupe.[réf. nécessaire]
La principale espèce de poisson pêchée dans ce lac est la ouananiche la seconde espèces pêchée est (l'omble de fontaine) [source détournée].

## Protection
Le lac fait partie, depuis 1971, de la réserve faunique Mastigouche. Le lac est protégé depuis 2008 par la réserve de biodiversité projetée des Basses-Collines-du-Lac-au-Sorcier.